# Trudove, Ripkî
Trudove (în ucraineană Трудове) este un sat în comuna Huciîn din raionul Ripkî, regiunea Cernihiv, Ucraina.

## Demografie
Componența lingvistică a localității Trudove
     Ucraineană (98,13%)
     Rusă (1,88%)
Conform recensământului din 2001, majoritatea populației localității Trudove era vorbitoare de ucraineană (98,13%), existând în minoritate și vorbitori de rusă (1,88%).